# 1-pentanamina
La 1-pentanamina, también llamada n-pentilamina o amilamina, es una amina primaria de fórmula molecular C5H13N.

## Propiedades físicas y químicas
A temperatura ambiente, la 1-pentanamina es un líquido incoloro o de color ligeramente amarillo con olor a pescado.
Solidifica a -55 °C y hierve a 104 °C, siendo su punto de inflamabilidad —temperatura mínima a la que los vapores de un fluido se inflaman en presencia de una fuente de ignición— -1 °C.
Posee una densidad inferior a la del agua (ρ = 0,752 g/cm³).
A diferencia de otras aminas primarias unidas a alquilos más largos, la 1-pentanamina es soluble en agua.
No obstante, el valor del logaritmo de su coeficiente de reparto, logP = 1,46, indica que es  más soluble en disolventes hidrófobos (1-octanol) que en hidrófilos (agua); este valor es más elevado que el de su isómero 3-pentanamina.
Al igual que el resto de las aminas, neutraliza ácidos en reacciones exotérmicas formando sales y agua (pKa = 10,6).
Puede ser incompatible con isocianatos, compuestos orgánicos halogenados, peróxidos, fenoles (ácidos), epóxidos, anhídridos y haluros de ácido.
El hidrógeno gaseoso inflamable puede ser generado cuando se combina con agentes reductores fuertes como los hidruros.
Asimismo, puede reaccionar con materiales oxidantes.

## Síntesis y usos
La 1-pentanamina se puede sintetizar por aminación directa de clorodipentilborano con 2-nitro-N-pentil-bencenosulfonamida. La reacción se lleva a cabo en una atmósfera de nitrógeno a 60 °C de temperatura, obteniéndose un rendimiento del 93%.
Otra vía de síntesis es mediante transposición de Hofmann de hexanamida con tribromuro de benciltrimetilamonio; la reacción tiene lugar en disolución acuosa de hidróxido sódico.
En cuanto a su utilización, la 1-pentanamina se emplea como inhibidor de la corrosión, disolvente y agente de flotación.
Asimismo, se usa como materia prima en la manufactura de otros compuestos tales como tintes, emulsionantes o productos farmacéuticos.
Por otra parte, la 1-pentanamina —junto a la anilina y otros compuestos nitrogenados— aparece en aguas residuales producidas a partir del tratamiento de petróleo en ciertas regiones de Asia. En este sentido, se han desarrollado métodos de biodegradación de estas aminas a partir de cepas bacterianas del género Pseudomonas, siendo las condiciones óptimas para llevar a cabo este proceso 30 °C y pH = 7.

## Precauciones
La 1-pentanamina irrita los ojos y el aparato respiratorio, por lo que resulta tóxica cuando se inhala o se ingiere.
El contacto con este compuesto puede producir quemaduras severas en ojos y piel y sus vapores producen mareos y asfixia. El vapor de 1-pentanamina —tres veces más denso que el aire— puede formar mezclas explosivas con este.
Es un compuesto altamente inflamable, generando óxidos de nitrógeno tóxicos durante su combustión.
Puede comenzar a arder por calor, por lo que debe almacenarse a menos de 30 °C.